# Garantía
En economía, una garantía es un documento que sirve para cuando un producto tiene fallas en su programación o en su materia, pueda ser reparado o remplazado por otro mismo producto nuevo. Tienen un tiempo límite de meses o años, que al ser cumplido, la garantía se hace inservible.
Las garantías son muy importantes para los consumidores. Permiten tener la certeza de que, en caso de vicios o defectos que afecten el correcto funcionamiento del producto, los responsables se harán cargo de su reparación para que el producto vuelva a reunir las condiciones óptimas de uso.
Son responsables del otorgamiento y cumplimiento de la garantía legal los productores, importadores, distribuidores y vendedores del producto.
En caso de que el producto deba trasladarse a fábrica o taller para su reparación, los gastos de flete y seguro o cualquier otro que demande el transporte quedan a cargo del responsable de la garantía.
Salvo que esté expresamente previsto en la garantía, en caso de desperfecto no corresponde exigir el cambio del producto por uno nuevo; la obligación de proveedor es reparar el producto y dejarlo en perfecto estado de funcionamiento.
Los certificados de garantía de los productos y servicios comercializados en el Mercosur deben cumplir ciertas condiciones: estar escritos, estar en el idioma del país de consumo, español o portugués –y también pueden estar en otros idiomas-, ser de fácil comprensión con letra clara y legible e informar al consumidor sobre el alcance de la garantía.
Existe la garantía contractual, adicional a la anterior, que es la que voluntariamente ofrece el productor o vendedor, y que generalmente suele ser de seis meses, un año, o más. Es muy importante, al ser voluntaria, conocer sus condiciones, alcance y extensión. Esto surge de la propia oferta y del certificado de garantía que obligatoriamente se le debe suministrar al comprador.

## Normas a tener en cuenta
Como el afecto de afianzar lo estipulado. Se trata de algo simbólico o concreto que protege y asegura una determinada cosa.
- Es fundamental la entrega del certificado de garantía con la identificación del responsable; sus alcances, limitaciones y demás requisitos exigidos por la ley.
- Los gastos de traslado a fábrica corren por cuenta del responsable de la garantía.
- Las garantías no cubren los defectos provocados por el mal uso del producto.

## Garantía sobre servicios
También está previsto en la Ley de Defensa del Consumidor que todos los servicios de reparaciones en general, mantenimiento, acondicionamiento, limpieza o similares gozan de garantía legal, cuando dentro de los treinta días siguientes a la conclusión del servicio se evidencien deficiencias o defectos en el trabajo realizado. 
Durante el tiempo que dura la reparación queda suspendido el plazo de 30 días, que dura la garantía legal.  
La garantía sobre la prestación de un servicio debe documentarse por escrito y contener la descripción del trabajo, un responsable y el tiempo de vigencia de la misma.
El prestador está obligado a corregir las deficiencias y a reemplazar los materiales y productos utilizados sin cargo. La garantía puede ser de cuatro tipos:
- Garantía personal: como, por ejemplo, un aval. Mediante la garantía personal una persona garantiza el pago de una deuda comprometiéndose a pagar ella en el caso de que el deudor principal no cumpliese con su obligación.
- Garantía real: como la prenda o la hipoteca. En la actualidad la prenda está derogado por la garantía mobiliaria según Legislación Peruana El deudor garantiza con un bien el pago de una deuda. En el caso de incumplir, el acreedor podrá vender el bien y saldar la deuda con el dinero obtenido, devolviendo al deudor el excedente (si lo hubiese).
- Garantía financiera: es un tipo de garantía real sobre un acuerdo se va a cumplir (generalmente una obligación por contrato) o efectivo en cuenta.
- Garantía Constitucional: derecho reconocido a todos los ciudadanos por la Constitución política de un Estado.